# Jean-Marie Manatawai
Jean-Marie Léyé Lenelcau Manatawai (* 1932 in Aneityum Island; † 9. Dezember 2014) war ein Politiker und Präsident von Vanuatu.
Nach dem Besuch von französischen Schulen wurde er 1957 zum Präsidenten des Lokalrates seiner Heimatinsel gewählt. In dieser Position förderte er die Unabhängigkeit seines Landes, die das britisch-französische Kondominium 1980 erhielt. Zwischenzeitlich war Manatawai zum Direktor der Fluggesellschaft „Air Vanuatu“ aufgestiegen.
Als Vizepräsident der frankophonen „Union of Moderate Parties (UMP)“ wurde er 1983 erstmals in die Gesetzgebende Versammlung (Legislative Assembly) gewählt.
Vom 2. März 1994 bis zum 2. März 1999 war er als Nachfolger von Frederick Karlomuana Timakata und des amtierenden Präsidenten Alfred Maseng Nalo Präsident von Vanuatu. Im November 1997 löste er nach zweijähriger politischer Instabilität und Stillstand die Gesetzgebende Versammlung auf und rief zugleich Neuwahlen aus, die im März 1998 Donald Kalpokas als Premierminister an die Macht brachten.